# Тупини, Умберто
Умберто Тупини (итал. Umberto Tupini; 27 мая 1889, Рим, Королевство Италия — 7 января 1973, Рим, Италия) — итальянский государственный деятель, министр помилования и юстиции (1944—1945), министр по реформе государственного управления (1954—1955) Италии.

## Биография
После Второй мировой войны был активным деятелем партии христианских демократов. В партии он присоединился к фракции Альчиде Де Гаспери, которая тогда называлась «Народная политика».
В 1944—1945 годах — министр помилования и юстиции Италии.
В 1946 году был избран в состав Учредительного собрания, являлся его вице-президентом, президентом первого подкомитета, членом Избирательной комиссии и Редакционного комитета по разработке новой Конституции.
В 1947—1948 годах — министр общественных работ.
В 1948—1968 годах — член итальянского Сената. Его именем назван закон № 408 от 2 февраля 1949 года, который способствовал увеличению числа строительных кооперативов посредством широкомасштабного субсидирования.
В 1954—1955 годах — министр по реформе государственного управления Италии.
В 1956—1958 годах — мэр Рима, представлял коалицию христианских демократов, либералов и социал-демократов. Муниципальные выборы были обусловлены отголосками расследования еженедельника «Эспрессо», озаглавленного: «Коррумпированная столица, зараженная капиталом!», после которого были осуждены участники строительных спекуляций в столице, связанные с компанией General Real Estate Company, получившей множество прав на земельные участки. В связи с этим на посту мэра он предпочел не возобновлять унаследованный от предыдущей администрации проект по строительству огромного отеля, принадлежащего сети Hilton, на земельном участке на Монте-Марио. При администрации Тупини продолжалась работа по составлению нового генерального плана Рима, который начался ещё в 1953 году и завершится в 1962 году. В декабре 1957 года он подал в отставку, решив баллотироваться в Сенат на выборах 1958 года.
В 1959—1960 годах занимал пост министра туризма и зрелищных мероприятий Италии. Принимал активное участи в подготовке к проведению летних Олимпийских игр в Риме (1960). В июне 1960 года, в связи с выходом фильма Федерико Феллини «Сладкая жизнь», он заявил, что необходима радикальная цензура против всех фильмов со скандальными, негативными темами, которые отрицательно воздействуют на формирование итальянского гражданского сознания.
Являлся почетным президентом ANFIM — Национальной ассоциации итальянских мучеников за свободу Отечества.
В честь политика названа одна из римских улиц.

## Награды и звания
- Большой крест ордена «За заслуги перед Итальянской Республикой» (1968)
- Большой крест со звездой и плечевой лентой ордена «За заслуги перед Федеративной Республикой Германия» (1957)